# Jean de Schwarzenberg
Johann zu Schwarzenberg
Cet article concerne Jean Ier de Schwarzenberg. Pour les autres membres de famille de Schwarzenberg à avoir porté ce nom, voir Maison de Schwarzenberg.
Jean Ier de Schwarzenberg (1742-1789), 5e prince de Schwarzenberg, est un aristocrate autrichien de Bohême du XVIIIe siècle, issue de la prestigieuse famille de Schwarzenberg, au service des Habsbourg.

## Biographie
Jean Népomucène Antoine Joseph Joachim Procope de Schwarzenberg est né le 7 juillet 1742 à Postelberg, alors en Bohême habsbourgeoise, actuelle République tchèque. Il est le premier fils du prince Joseph de Schwarzenberg et Marie-Thérèse de Liechtenstein, fille du prince Joseph de Liechtenstein.
En décembre 1746, son père obtient de l'empereur François Ier l'immédiateté impériale, faisant des Schwarzenberg des princes du Saint-Empire. Il obtient également le statut de prince de Bohême. Les Schwarzenberg gagnent ainsi en prestige, devenant l'une des premières familles de l'aristocratie tchèque.
Devenu prince de Schwarzenberg et du Saint-Empire à la mort de son père en 1782, Jean se consacre naturellement à l'administration des biens de la famille de Schwarzenberg et de sa conséquente fortune. Contrairement à son père et à son grand-père, il vit retiré dans ses châteaux. On ne le voit que très peu à la cour de l'empereur à Vienne. Il porte beaucoup d'intérêt à l'amélioration de l'agriculture et de la sylviculture. Ainsi, il emploie de nouvelles méthodes plus efficaces pour le labourage, cultivant le trèfle ou la luzerne. Il soutient le développement sylvicole dans la forêt de Bohême. Il débute aussi la construction du Schwarzenbergschen Schwemmkanals d'après les projets de Joseph Rosenauer.
Il meurt le 5 novembre 1789 dans son château de Frauenberg à l'âge de 47 ans. Il est enterré à Wittingau (aujourd'hui Třeboň).

## Mariage et descendance
Le 14 juillet 1768 il se marie au palais de Schönbrunn, à Vienne, avec la comtesse Marie-Éléonore d'Oettingen-Wallerstein (22 mai 1747-25 décembre 1797). Ils ont treize enfants :
1. Joseph Jean Népomucène Antoine Charles (1769-1833), 6e prince de Schwarzenberg, duc de Krumau, marié à Pauline Caroline d'Arenberg (1774-1810) (dont postérité) ;
2. Jean Népomucène Joseph Charles Urbain (1770-1779) ;
3. Charles Philippe Jean Népomucène Joseph (1771-1820), prince de Schwarzenberg (2d majorat), feld-maréchal d'Autriche ; marié à Marie Anne de Hohenfeld (dont postérité) ;
4. Antoine Jean Népomucène Joseph Sigismond Florin (1772-1775) ;
5. François de Paule Joseph Jean Népomucène (1773-1789), chanoine à Cologne ;
6. Ernest Joseph Jean Népomucène François de Paule Maxime (1773-1821), évêque de Raab ;
7. Frédéric Johann Népomucène Joseph Auguste (1774-1795), chevalier de l'ordre de Malte ;
8. Jean Népomucène Joseph Fürchtegott Bernard (1782-1783) ;
9. Marie Caroline Thérèse Regina (1775-1816), mariée au prince Joseph-François de Lobkowitz (dont postérité) ;
10. Éléonore Caroline Thérèse (1777-1782) ;
11. Marie Élise Thérèse Caroline Éléonore (1778-1791) ;
12. Marie-Thérèse Éléonore Charlotte Walburga (1780-1870), mariée au comte Frédéric-Charles de Fürstenberg-Weitra.

## Honneurs
En tant que prince du Saint-Empire, le prince de Schwarzenberg jouissait du prédicat d'altesse sérénissime (Durchlaucht en allemand).

### Titres
- Prince de Schwarzenberg et du Saint-Empire (5e) ;
- Duc de Krumau et prince de Bohême (7e).

### Décorations
| Ruban de l'ordre de la Toison d'or |

- Chevalier de la Toison d'or (brevet no 693, 1782).